# Ceresium rotundicolle
Ceresium rotundicolle är en skalbaggsart som beskrevs av Francis Polkinghorne Pascoe 1885. Ceresium rotundicolle ingår i släktet Ceresium och familjen långhorningar.
Artens utbredningsområde är Sri Lanka. Inga underarter finns listade i Catalogue of Life.